# 追追追
《追追追》（英語：Smokey and the Bandit）是一部1977年美國動作喜劇片，由哈爾·尼達姆執導並與勞勃·L·李維共同提供故事概念，而本片也是尼達姆的導演處女作。電影主演包括畢·雷諾斯、莎莉·菲爾德、傑基·葛里森、傑瑞·雷德和邁克·亨利。
該片於1977年5月27日在美國上映，並僅以430萬美元的成本，在獲得高達3億美元的全球票房。基於本片的成功，之後又推出了兩部續集，分別為《上天下地大追擊》（1980年）和《窮追不捨》（1983年）。此外，還有共四部的1994年的電視電影，分別為《Bandit Goes Country》、《Bandit Bandit》、《Beauty and the Bandit》和《Bandit's Silver Angel》。
《追追追》為1977年第二賣座的電影，僅次於《星際大戰》。

## 劇情
故事敘述玩世不恭的傳奇匪徒班迪試圖與朋友合作來跨州走運私酒，而使得南方警長們動員追捕，上演一場刺激的追逐戰。

## 演員
- 畢·雷諾斯飾演波·達威爾／班迪（Bo Darville / Bandit）
- 莎莉·菲爾德飾演凱莉／青蛙（Carrie / Frog）
- 傑瑞·雷德（英语：Jerry Reed）飾演克里德斯·雪諾／雪人（Cledus Snow / Snowman）
- 傑基·葛里森飾演布佛·T·賈斯提斯警長／黑熊（英语：Buford T. Justice）
- 邁克·亨利（英语：Mike Henry (American football)）飾演小賈斯提斯（Junior Justice）
- 帕特·麥考密克（英语：Pat McCormick (actor)）飾演大伊諾波特·伯德特（Big Enos Burdette）
- 保羅·威廉斯（英语：Paul Williams (songwriter)）飾演小伊諾波特·伯德特（Little Enos Burdette）
- 梅肯·麥卡曼（英语：Macon McCalman）飾演B先生（Mr. B）
- 蘇珊·麥可佛飾演熱褲（Hot Pants）
- 喬治·雷諾斯飾演布蘭福德警長（Sheriff Branford）

## 反響
《追追追》贏得了正面好評。爛番茄根據27篇評論，持有81%的新鮮度，平均得分6.3／10。
《追追追》上映後獲得了相當成功的票房，僅以530萬美元的預算（初始製作的前兩天被刪減至430萬美元），在美國獲得1億2673萬美元，全球總計超過3億美元，而使電影成為1977年第二賣座的電影。
電影的剪輯華特·漢內曼與安傑洛·羅斯為此提名了奧斯卡最佳影片剪輯獎。而電影本身則提名了AFI百年百大喜劇電影、AFI百年百大驚悚電影和AFI百年百大英雄與反派（英雄：班迪）。

## 外部連結
- 互联网电影数据库（IMDb）上《追追追》的资料（英文）
- AllMovie上《追追追》的资料（英文）
- TCM电影资料库上《追追追》的资料（英文）
- 美国电影学会目录上的《Smokey and the Bandit》（英文）
- Box Office Mojo上《Smokey and the Bandit》的資料（英文）
- 爛番茄上《追追追》的資料（英文）